# ولادیمیر کورپین
 ولادیمیر ی. کورپین (روسی: Владимир Евгеньевич Корепин؛ زاده ۶ فوریهٔ ۱۹۵۱) ریاضی-فیزیک‌دان ِ اهل روسیه است.